# Charles Robert Maturin
Charles Robert Maturin (25. září 1780, Dublin – 30. října 1824, tamtéž) byl irský duchovní a anglicky píšící preromantický prozaik a dramatik, známý především svým gotickým románem Melmoth the Wanderer (Poutník Melmoth) z roku 1820.

## Život
Pocházel z rodiny hugenotů, kteří uprchli z Francie po zrušení ediktu nantského roku 1685. Vystudoval Trinity College v Dublinu, stal se duchovním a od roku 1803 byl vikářem dublinské Katedrály svatého Patrika. Roku 1804 se oženil s uznávanou zpěvačkou Henriettou Kingsburyovou, dcerou vlivného církevního hodnostáře, čímž se stal příbuzným Oscara Wildeho, jehož byl prastrýc. Byl dobrým kazatelem, ale měl mnoho světských zájmů. Jako dobrý zpěvák, výtečný tanečník a elegantní společník měl rád společenský život. Pořádal domácí bály, které se brzy staly v Dublinu pověstnými.
Jeho prvními literárními díly byly tři neúspěšné gotické romány, napsané pod pseudonymem Dennis Jasper Murphy. Všiml si jich však Walter Scott a upozornil na ně lorda Byrona. Díky podpoře těchto dvou literátů byla roku 1816 s úspěchem uvedena v londýnském divadle Drury Lane Maturinova divadelní hra Bertram s Edmudem Keanem v hlavní roli. Hru však odsoudil jako nepůvodní, nudnou, nemravnou a bezbožnou Samuel Taylor Coleridge, a poté, co Irská církev odhalila Maturina jako jejího autora (vzdal se svého pseudonymu, aby získal finanční odměnu za uvedení hry), zastavila mu další služební postup.
Finanční úspěch Bertrama byl ale pohlcen tím, že Maturin musel kromě své rodiny podporovat také svého nemocného otce a další příbuzné. Když jeho další dvě divadelní hry nesklidily žádný ohlas, začal se věnovat próze a roku 1820 vydal své mistrovské dílo, gotický román Melmoth the Wanderer (Poutník Melmoth), který měl velký ohlas v literárním světě nejen v Anglii, ale především ve Francii a také v USA. Přesto zemřel v chudobě po dlouhé nemoci, kterou se marně snažil vyléčit. Byl pochován v Dublinu na hřbitově Francis Street Burial Ground.

## Bibliografie

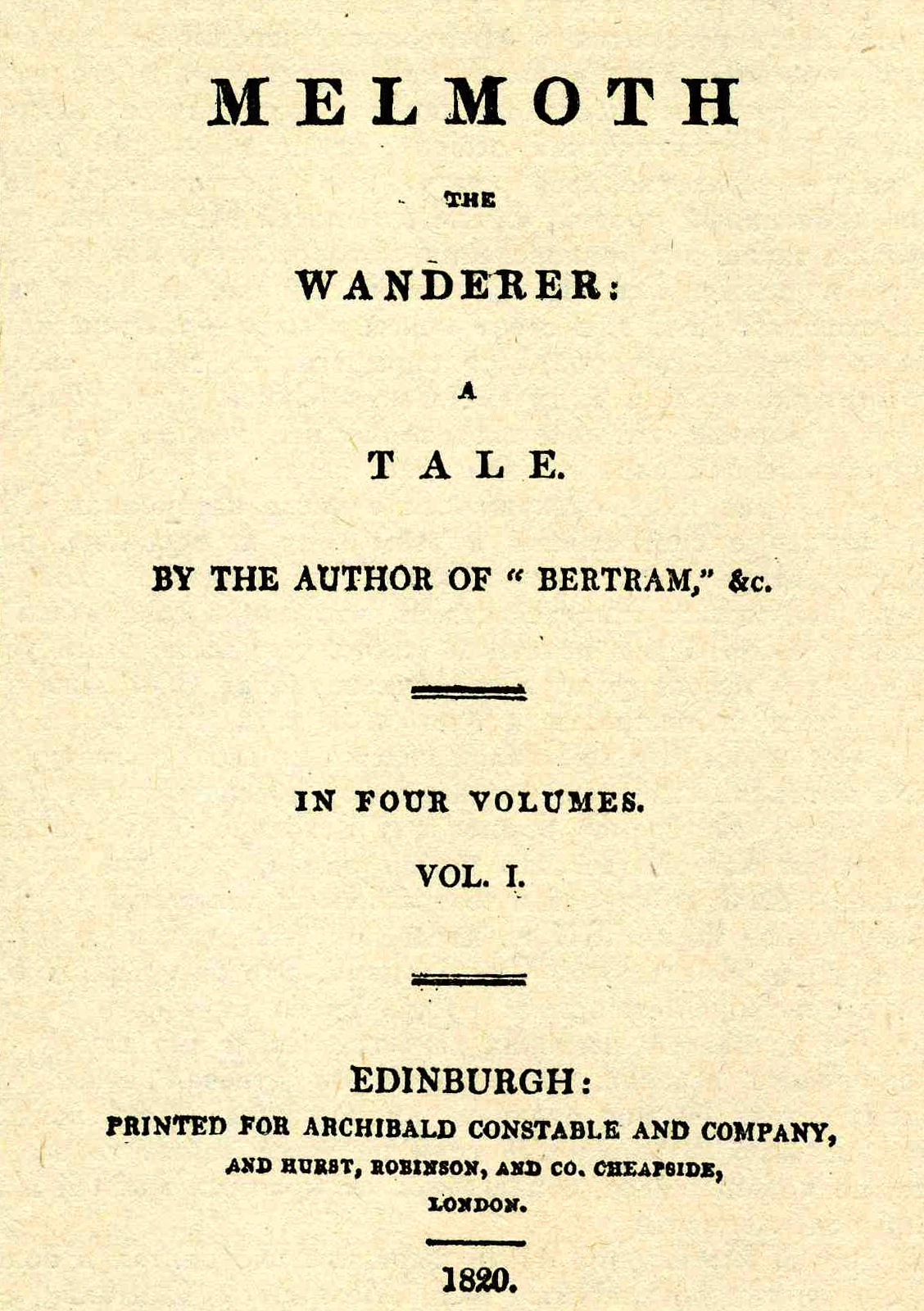
První vydání románu Poutník Melmoth z roku 1820

## Ohlasy v umění
- Libreto italské opery Vincenza Belliniho Il Pirata (Pirát) z roku 1827, které napsal Felice Romani, je založené na francouzském překladu Maturinovy tragédie Bertram aneb Hrad St. Aldobrand.[5]
- Francouzský spisovatel Honoré de Balzac napsal roku 1835 satirické pokračování románu Poutník Melmoth s názvem Usmířený Melmoth (Melmoth reconçilié).[3]
- Britský časopis o surrealismu vycházející v letech 1979–1981 byl pojmenován Melmoth.[6]
- Britská spisovatelka Sarah Perryová vydala roku 2018 román Melmoth, ve kterém je překladatelka žijící v Praze konfrontována s poutníkem Melmothem.[7]

## Česká vydání
- Poutník Melmoth. Praha: Odeon 1972, přeložil Tomáš Korbař.
- Na hradě leixlipském, novela je obsažena v knize Strašidla, duchové & spol, Praha: Albatros 2001.
- Poutník Melmoth, Praha: Městská knihovna v Praze 2019, přeložil Tomáš Korbař, elektronická kniha.